# Cyril M. Kornbluth
Cyril M(ary) Kornbluth (2. července 1923, New York – 21. března 1958, Levittown, New York) byl americký spisovatel science fiction, jeden z nejtalentovanějších předčasně zemřelých autorů žánru.

## Život
Kornbluth se narodil roku 1923 v Inwoodu na Manhattanu v New Yorku, kde také strávil dětství. Jeho předci byly polští Židé. Za druhé světové války bojoval jako příslušník pěchoty a za po bitvě v Ardenách byl vyznamenán. Po skončení války dokončil svá studia na Chicagské univerzitě, pak pracoval jako novinář a od roku 1951 byl spisovatelem z povolání. Zemřel nečekaně ve svých 34 letech na srdeční zástavu.
Psát začal v patnácti letech, své povídky vydával pod mnoha pseudonymy a spolupracoval s různými autory (nejčastěji s Frederikem Pohlem). Jeho práce z padesátých let reprezentují špičkovou úroveň americké sc-fi. Vynikají plnokrevností postav, životností dialogů, barvitým popisem prostředí, smyslem pro humor, sarkasmem a pronikavým kritickým úsudkem. Ve svých dílech často upozorňuje na problém vztahu mezi technickým pokrokem a mravní zralostí jedince i celé společnosti.

## Dílo (výběr)

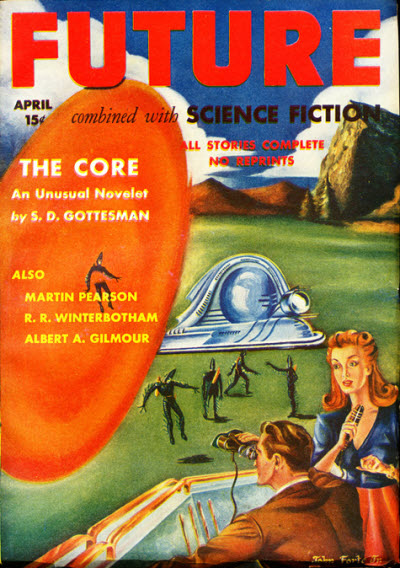
Obálka magazínu Future combined with Science Fiction z roku 1942 s povídkou Core.

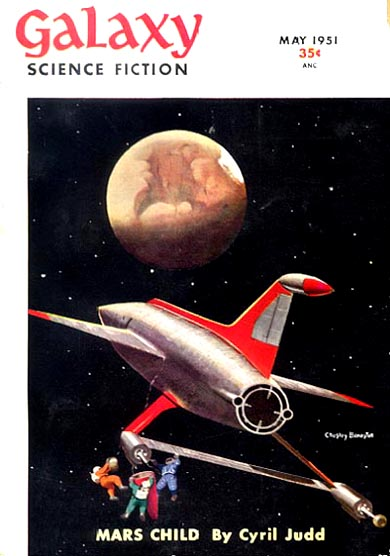
Obálka magazínu Galaxy Science Fiction z roku 1951 s románem Mars Child.

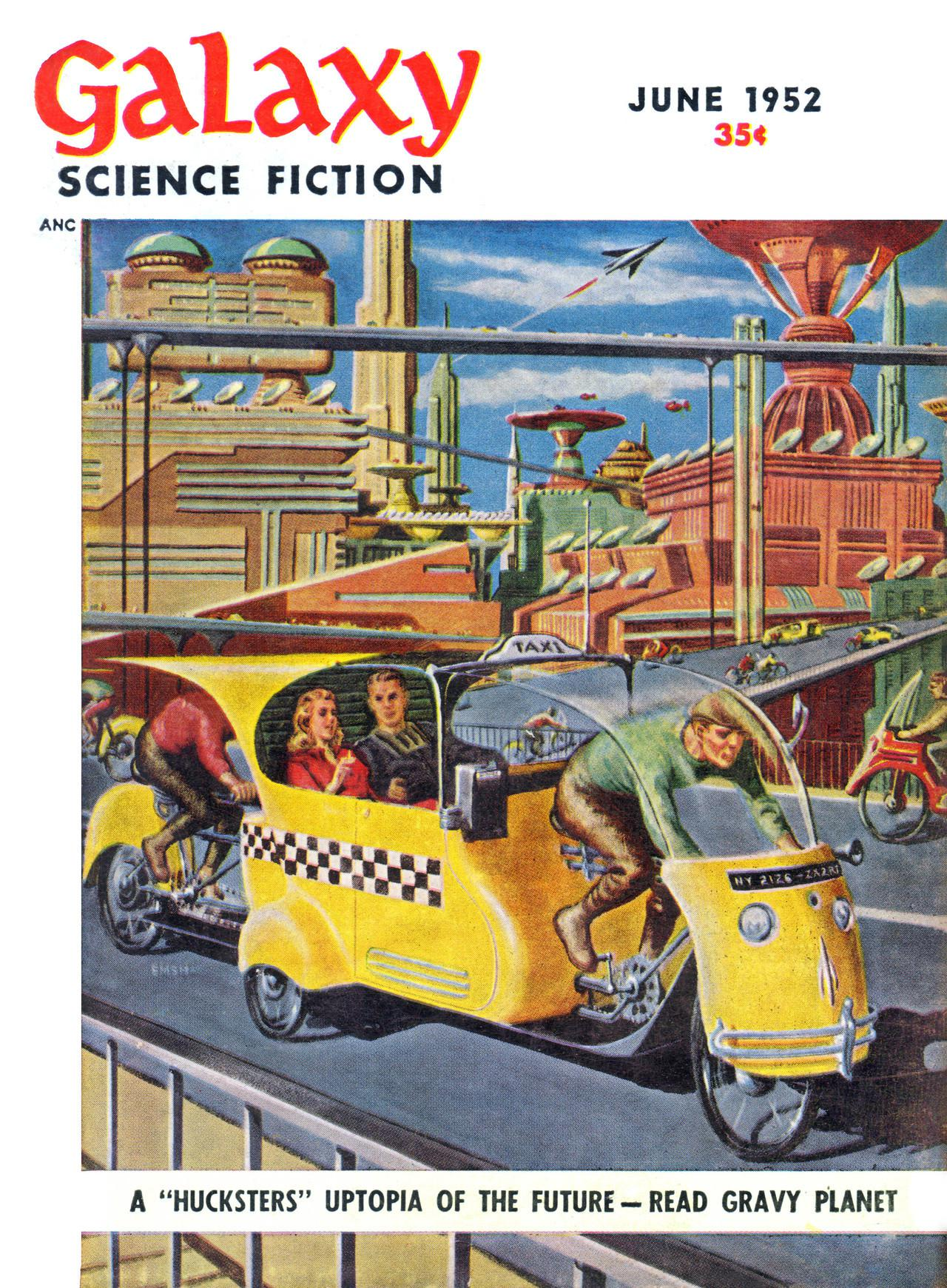
Obálka magazínu Galaxy Science Fiction z roku 1952 s románem Gravy Planet.

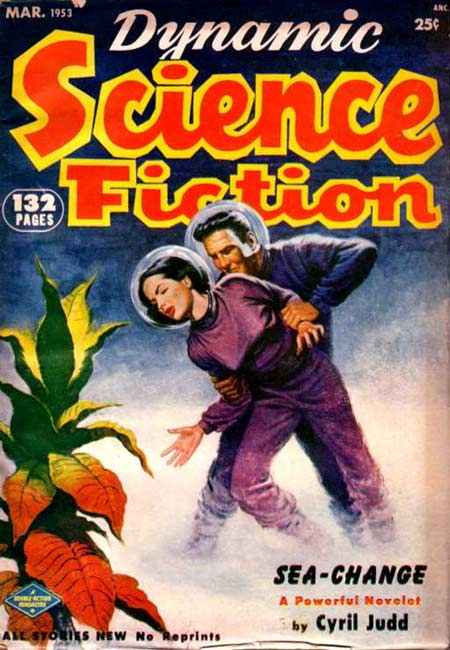
Obálka magazínu Dynamic Science Fiction z roku 1953 s povídkou Sea-Change.

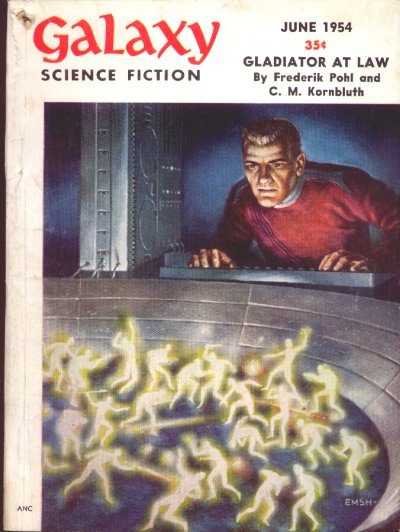
Obálka časopisu Galaxy Science Fiction z roku 1954 s románem Gladiator-at-Law.

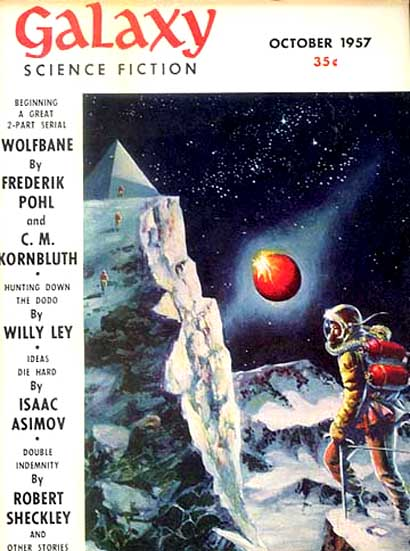
Obálka časopisu Galaxy Science Fiction z roku 1957 s románem Wolfbane.

### Povídky
- The Purchase of the Crame (1939).
- The Rocket of 1955, pod pseudonymem Cecil Corwin, prvně vydáno ve fanzinu Escape roku 1939.
- Before the Universe (1940), jako S. D. Gottesman, spoluautor Frederik Pohl.
- King Cole of Pluto (1940), jako S. D. Gottesman, spoluautor Frederik Pohl.
- Trouble in Time (1940), jako S. D. Gottesman,spoluautor Frederik Pohl.
- Callistan Tomb (1941), jako Paul Dennis Lavond, spoluautor Frederik Pohl.
- The Core (1942), jako S. D. Gottesman.
- The Only Thing We Learn (1949).
- The Little Black Bag (1950, Malý černý kufřík), noveleta, česky též jako Malá černá brašna, příběh zneužití kufříku (brašny) s dokonalými lékařskými nástroji z budoucnosti, které se dostanou do rukou zkrachovalému starému lékaři, díky nimž může „zázračně“ léčit své pacienty. Roku 2001 získala noveleta cenu Retro Hugo Award.[5]
- The Mindworm (1950).
- The Marching Morons (1951, Kráčející tupci), česky též jako Pochod imbecilů. Člověk probuzený po staletích radí jak se zbavit zdegenerované části populace.
- With These Hands (1951).
- Friend to Men (1951, Přítel člověka).
- The Altar at Midnight (1952, Půlnoční oltář).
- That Share of Glory (1952, Ten díll slávy).
- Time Bum (1953, Tulák v čase).
- Sea-Change (1953), jako Cyril Judd.
- Gomez (1954).
- Shark Ship (1958).
- The Advent on Channel Twelve (1958).
- Theory of Rocketry (1958)
- The Quaker Cannon (1961, Válečná lest), spoluautor Frederik Pohl.

### Sbírky povídek
- The Explorers (1954).
- The Mindworm and Other Stories (1955).
- A Mile Beyond the Moon (1958).
- The Marching Morons (1959).
- The Wonder Effect (1962), spoluautor Frederik Pohl.
- Best SF Stories of C. M. Kornbluth (1968).
- Thirteen O'Clock and Other Zero Hours (1970).
- The Best of C. M. Kornbluth (1976).
- Critical Mass (1977), spoluautor Frederik Pohl.
- Before the Universe (1980), spoluautor Frederik Pohl.
- Our Best: The Best of Frederik Pohl and C. M. Kornbluth (1987), spoluautor Frederik Pohl
- His Share of Glory: The Complete Short Science Fiction of C. M. Kornbluth (1997)
- Eight Worlds of C. M. Kornbluth (2010).

### Romány
- Outpost Mars, časopisecky 1951 jako Mars Child, knižně 1952, jako Cyril Judd, spoluautor Judith Merrilová, román o kolonizaci Marsu.
- Gunner Cade (1952), jako Cyril Judd, spoluautor Judith Merrilová, román o budoucím válečném konfliktu, kde se funkce pozorovatele stává vyhledávaným sportem.
- Takeoff (1952), detektivní příběh z blízké budoucnosti.
- The Space Merchants (Obchodníci s vesmírem), spoluautor Frederik Pohl, nejprve časopisecky roku 1952 pod názvem Gravy Planet, knižně 1953, román popisující bezohlednou bitvu mezi gigantickými obchodními společnostmi ovládajícími Zemi o největší obchod lidské historie – o právo kolonizovat Venuši. Druhý díl The The Merchants' War (1984) je zcela dílem Frederika Pohla. Oba romány vyšly společně roku 1985 pod názvem Venus, Inc.
- The Syndic (1953–1954), ironický pohled na Ameriku ovládanou zástupci organizovaného zločinu.
- Search the Sky (1954), spoluautor Frederik Pohl, satirický sci-fi román..
- Gladiator-at-Law (1955) spoluautor Frederik Pohl, román o době, kdy svět ovládají právníci gigantických obchodních společností.
- Not This August (1955), také jako Christmas Eve (1956), v románu komunisté ovládnou USA.
- Wolfbane, časopisecky 1957–1958, knižně 1959, spoluautor Frederik Pohl. Země je odsunuta z oběžné dráhy mimozemšťany, kteří se chystají pozemšťany použít jako součást rozsáhlého počítačového komplexu.

### Nefantastické romány
- The Naked Storm (1952), jako Simon Eisner, román o dívce nařčené z čarodějnictví.
- Half (1953), jako Jordan Park, román o intersexuálovi.
- A Town Is Drowning (1955), spoluautor Frederik Pohl,
- Presidential Year (1956), spoluautor Frederik Pohl.
- Sorority House (1956), jako Jordan Park, spoluautor Frederik Pohl, pulpový román s lesbickou tematikou.
- A Man of Cold Rages (1958), jako Jordan Park, román o ex-diktátorovi.

## Filmové adaptace
- The Little Black Bag (1952), epizoda z amerického televizního seriálu Tales of Tomorrow, režie Charles S. Dubin.
- The Little Black Bag (1969), epizoda z britského televizního seriálu Out of the Unknown, režie Eric Hills.
- The Little Black Bag (1970), epizoda z amerického televizního seriálu Night Gallery, režie Jeannot Szwarc.

## Česká vydání

### Samostatné povídky
- Malý černý kufřík, antologie Experiment člověk (Svoboda, Praha 1983) a antologie Síň slávy: Nejlepší SF povídky všech dob 1947-1964, Baronet, Praha 2003), přeložil Jaroslav Veis.
- Půlnoční oltář, fanbook Lety zakázanou rychlostí I. (SFK VAAZ, Brno 1985 a 1988, přeložila Ludmila Bartošková) a antologie Jiné světy: Léto 92, Winston Smith , Praha, přeložil Jan Šťastný.
- Kráčející tupci, fanzin Poutník č. 15 (SFK Julese Verna, Praha 1987, přeložil Miroslav Martan) a jako Pochod imbecilů v antologii Síň slávy mistrů SF II A, Baronet, Praha 2006.
- Přítel člověka, fanzin Leonardo 1988/1, SFK Leonardo. Ostrava, přeložil Jiří Pilch.
- Gomez, antologie Vesmír je báječné místo pro život, Mladá fronta, Praha 1987, přeložil Michael Žantovský.
- Válečná lest, antologie To nejlepší ze SF roku 1961, Návrat, Brno 1995, přeložil Filip Hynek.
- Tulák v čase, antologie Cestování v čase, Motýľ, Bratislava 1998, přeložila Marie Korandová.
- Ten díl slávy, antologie Staré dobré kusy, Laser, Plzeň 2002, přeložil Ivan Tomek.

### Knihy
- Obchodníci s vesmírem, SNKLU, Praha 1963, přeložila Jarmila Emmerová, znovu Odeon, Praha 1987.
- Obchodníci s vesmírem, Laser, Plzeň 2005, přeložila Jarmila Emmerová
- Malá černá brašna, U Veverky, Brno 2014, přeložili Hana Tomková a Josef Tomáš.